# Корсары

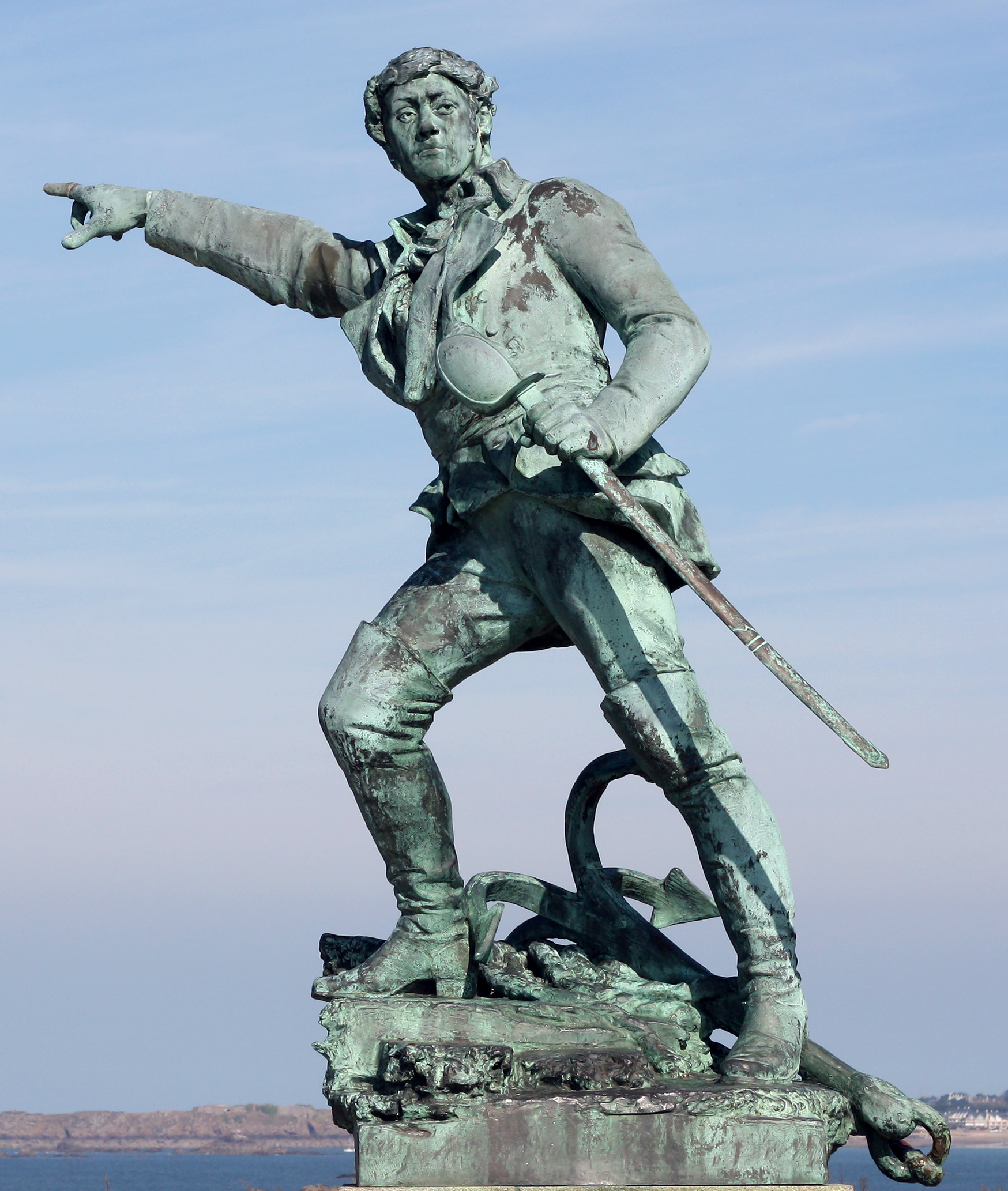
Памятник корсару Сюркуфу в Сен-Мало

Корса́ры — в узком смысле французские каперы из Сен-Мало. Благодаря их репутации термин существенно распространился и в широком значении используется как синоним слова капер или даже пират, но в более романтическом ключе. Североафриканских пиратов часто называли «турецкими корсарами».
В широком смысле термины корса́ры, ка́перы, привати́ры абсолютно равнозначны. В более точном выражение Корса́р — это моряк, который имел официальный документ от короны (правителя), на разрешение грабежей торговых и военных судов, принадлежащих флоту вражеской державы.

## В чём отличие пирата от корсара
Пират — это преступник, совершающий грабеж в море или на причале, используя судно или лодку, а корсар, работая на государство, мог грабить только суда вражеской державы, им запрещалось грабить торговые суда определенных компаний, а также военные корабли своей державы.

## Этимология
Слово «корсар» происходит от французского corsaire, а оно, в свою очередь, — от итальянского corsaro. Эти слова восходят к латинскому cursus, что значит «курс, направление» (в путешествии или экспедиции). По одной из версий, французское слово corsaire могло возникнуть в результате неправильного произношения арабского слова qarṣan, либо, напротив, согласно исламскому исследователю Саиду Сулейману Надви, qarṣan — это арабизированное «корсар».
Слово «корсар» фигурирует в королевском документе (фр. Lettre de Course), фактически разрешающем корсарам грабить иностранные торговые корабли.
Понятие «корсар» в узком смысле используется для характеристики именно французских и, как в поэме Байрона «Корсар», османских капитанов и кораблей.

## История

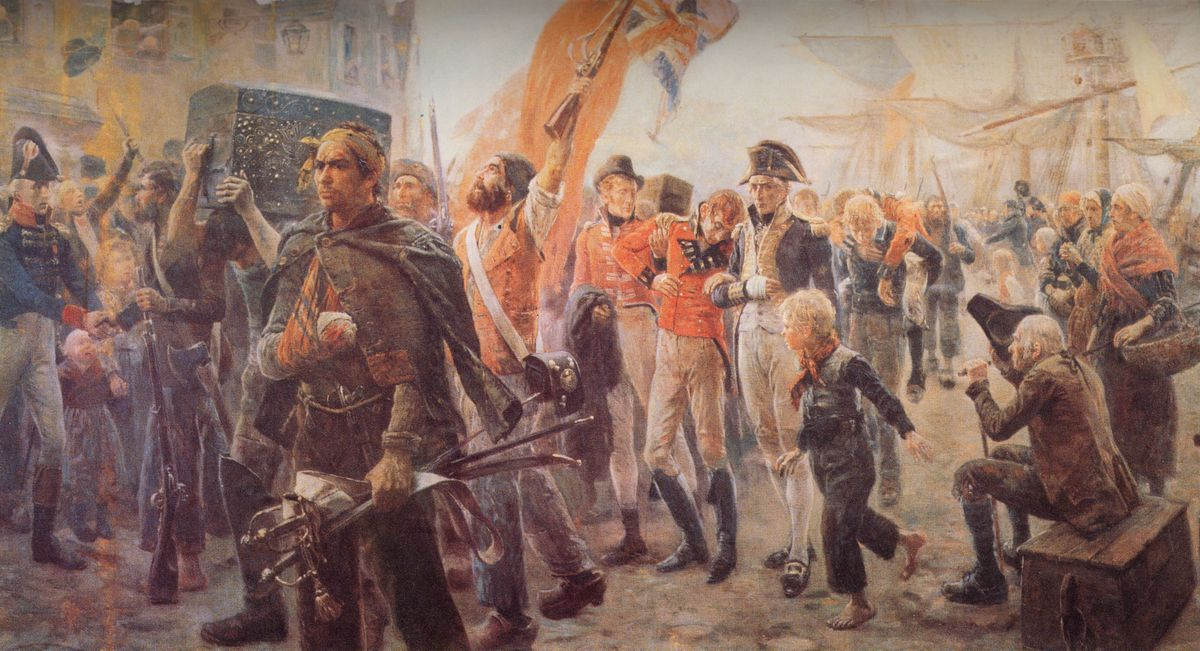
Морис Оранж — Возвращение корсаров в 1806 году с добычей и английскими пленными

Корсары были каперами на службе французского короля и могли атаковать вражеские корабли, не опасаясь преследования со стороны французских властей (за пиратство во Франции полагалась смертная казнь через повешение), также королевский документ (фр. Lettre de Marque или фр. Lettre de Course) объявлял их действия законными. Если они попадали в плен, то могли рассчитывать на защиту как военнопленные.
Теоретически корсары имели право атаковать лишь корабли враждебных держав, не причиняя вреда французским или нейтральным кораблям. Если они нарушали это правило, их могли судить как пиратов и повесить. Согласно лицензии, часть добычи корсаров шла в королевскую казну. Тем не менее иностранные державы рассматривали корсаров как пиратов и могли их казнить через повешение.
Деятельность корсаров началась в Средние века. Это было выгодно королю, получавшему компенсацию за экономические потери во время войн. 
В XVI веке деятельность корсаров приобрела широкий размах. Они промышляли не только в Средиземном море и северо-восточной Атлантике, но и по всему Атлантическому океану, в частности в Карибском море. Франция была первой страной, направившей каперов в Америку для нападения на испанские корабли, перевозившие из колоний золото. Уже в 1522 году корсары под командованием Жана Флери атаковали конвой с золотом, отправленный Кортесом. Для защиты от корсаров Испания в 1560 году ввела порядок, при котором торговые корабли из Америки следовали лишь в конвоях, сопровождаемых военными кораблями.
Деятельность корсаров приносила такую прибыль, что министр финансов учитывал её при планировании бюджета. Король получал четверть, а в некоторых случаях треть добычи. Деятельность корсаров также ослабляла противников Франции. Так, с 1688 по 1717 год Британия несла тяжёлые финансовые потери, связанные с ущербом от корсаров.
К концу XVIII века французское государство усилилось настолько, что деятельность корсаров потеряла смысл. Практика выдачи лицензий формально отменена в 1856 году, хотя прекратила своё существование ещё раньше, в 1815 году, с концом империи.